# Большедворская
Большедворская — деревня в Верховажском районе Вологодской области.
Входит в состав Нижне-Важского сельского поселения (до 2015 года входила в Наумовское сельское поселение), с точки зрения административно-территориального деления — в Наумовский сельсовет.
Расстояние по автодороге до районного центра Верховажья — 3,3 км, до центра муниципального образования Наумихи — 5,2 км. Ближайшие населённые пункты — Дудорово, Павлогорская, Сергеевская.
По переписи 2002 года население — 24 человека (9 мужчин, 15 женщин). Преобладающая национальность — русские (75 %).